# In Parenthesis (Oper)
In Parenthesis ist eine Oper in zwei Akten von Iain Bell (Musik) mit einem Libretto von David Antrobus und Emma Jenkins nach dem gleichnamigen Epos des walisischen Dichters David Jones von 1937. Die Uraufführung erfolgte am 13. Mai 2016 im Wales Millennium Centre in Cardiff.

## Handlung

### Erster Akt
An einem Ort außerhalb der Zeit erinnern sich zwei Barden als Personifikation von Britannia und Germania an den Ersten Weltkrieg und die „vielen schönen Männer“, die daran teilnahmen.
Ein englischer Exerzierplatz, Morgengrauen im Dezember 1915
John Ball, ein junger Private der Royal Welch Fusiliers, erscheint verspätet bei einer Parade seines Militärzugs und wird dafür von Sergeant Snell und Lieutenant Jenkins verwarnt.
Der Zug bricht bei Regenwetter zu den Docks von Southampton auf. Bei Ball befinden sich seine Kameraden Lance Corporal Lewis, Private Watcyn, Private Wastebottom und Dai Greatcoat. Ball erlebt Halluzinationen. Zuerst scheinen sich seine Kameraden in Jagdhunde zu verwandeln. Als dann die Laufplanke des Schiffes herabgesenkt wird, empfindet er die Situation wie einen Übergang zur Unterwelt.
Frankreich, Dezember 1915
Eine kurze Ruhephase nach der Landung wird von einer Granatenexplosion unterbrochen. Die Männer brechen an die Front auf. Balls Halluzinationen dauern an. Diesmal sieht er Lieutenant Jenkins als Christusfigur, der seine Schäfchen durch die Wildnis führt. Der Zug wird von einem „Chor der Erinnerung“ beobachtet. Der für die Marne zuständige Sergeant stößt hinzu. An der Front übernehmen Ball und Lewis die erste Wache.
Weihnachtsmorgen an der Front, 1915
Ein deutscher Soldat stimmt ein Weihnachtslied an, und die Soldaten des englischen Zugs erwidern dieses in englischer Sprache. Beim Frühstück streitet der alte Soldat Dai Greatcoat mit dem Marne-Sergeanten, wer von ihnen an mehr Schlachten teilgenommen hat. Ein Granatenangriff unterbricht den Streit.

### Zweiter Akt
Café im militärischen Hauptquartier, Juni 1916
Sechs Monate später erholen sich die Männer in einem französischen Café, wo sie von der Kellnerin Alice bedient werden. Sie unterhalten sich darüber, dass die eigentlichen Kämpfe im Süden stattfinden. Ball hat Todesahnungen. Der Zug erhält den Befehl, noch am selben Abend zur Somme aufzubrechen. Auf ihrem Weg zum „magnetischen Südpol“ singen sie ein Marschlied. Der „Chor der Erinnerung“ antwortet mit den Worten des alten walisischen Heldenlieds Y Gododdin.
Morgengrauen an der Somme, Juli 1916
Ball und sein Freund Lewis genießen einen Augenblick der Ruhe am Queens Nullah in der Nähe des Mametzer Waldes. Die Kompanie erhält den Angriffsbefehl. Während eines Bombardements bricht Ball zusammen. Lewis wird durch eine Granate getötet. In der Morgendämmerung hört man aus dem Wald die Stimmen von Dryaden. Die überlebenden Männer müssen weiter auf den Wald vorrücken. Jenkins fällt als nächster. Die Dryaden unter ihrer Königin des Waldes bringen Tod und Zerstörung.
Ball ist im Wald von seinen Kameraden getrennt worden. Er trifft auf den Barden von Britannia und erkennt die Schönheit des Waldes. Während der Schlacht fallen nacheinander Balls übrige Kameraden. Er selbst erhält einen Beinschuss. Es gelingt ihm, den Wald kriechend zu verlassen. Die Königin des Waldes und die Dryaden schmücken die Leichen der Gefallenen mit Blumenkränzen und beschwören Erneuerung und Wiedergeburt.

## Werkgeschichte
Die Oper ist eine Auftragsarbeit der Welsh National Oper aus Anlass ihres siebzigsten Geburtstags und des hundertsten Jahrestags der Schlacht an der Somme im Ersten Weltkrieg. Das Libretto stammt von David Antrobus und Emma Jenkins. Es basiert auf dem 1937 erschienenen Epos In Parenthesis des walisischen Dichters David Jones.
Die Uraufführung fand am 13. Mai 2016 im Wales Millennium Centre in Cardiff statt, wo das Werk mehrere Male gegeben wurde. Weitere Aufführungen derselben Produktion gab es im Birmingham Hippodrome und im Royal Opera House in London. Das große Ensemble der Welsh National Opera spielte unter der musikalischen Leitung von Carlo Rizzi. Die Inszenierung stammte von David Pountney. Bühnenbild und Ausstattung stammten von Robert Innes Hopkins. Es sangen Andrew Bidlack (Private John Ball), Peter Coleman-Wright (Barde von Britannia und Quartiersoffizier), Alexandra Deshorties (Barde der Germania, Alice die Bardame und Königin des Waldes), George Humphreys (Lieutenant Jenkins), Marcus Farnsworth (Lance Corporal Lewis), Mark Le Brocq (Sergeant Snell), Donald Maxwell (Dai Greatcoat) und Graham Clark (Sergeant an der Marne). Ein Mitschnitt der Uraufführung wurde im Rahmen der Opera Platform im Internet gezeigt.